# Afranthidium reicherti
Afranthidium reicherti är en biart som först beskrevs av Brauns 1929.  Afranthidium reicherti ingår i släktet Afranthidium och familjen buksamlarbin. Inga underarter finns listade i Catalogue of Life.